# Lukman Sainadijewitsch Schabrailow
Lukman Sainadijewitsch Schabrailow (russisch Лукман Зайнадиевич Жабраилов; * 27. April 1962 in Chassawjurt, Dagestanische ASSR, Sowjetunion) ist ein ehemaliger sowjetischer Ringer, der auch für die Republik Moldau startete. Er wurde 1994 Weltmeister im freien Stil im Mittelgewicht.

## Werdegang
Lukman Schabrailow begann als Jugendlicher, initiiert von seinem Vater Ruslan Schabrailow, in seiner Heimatstadt Chassawjurt mit dem Ringen. Er ist der drei Jahre ältere Bruder von Elmadi Schabrailow, der ebenfalls ein Weltklasseringer war. Vater Ruslan Schabrailow war auch der Trainer seiner Söhne, die sich  auf den freien Stil konzentrierten. Beide Söhne starteten als Erwachsener immer im Mittelgewicht, der Gewichtsklasse, die damals bis 82 kg Körpergewicht reichte. In den ersten Jahren seiner Ringerlaufbahn startete Lukman für die Sowjetunion, ab 1993, nach deren Ende, für Moldau, während sein Bruder Elmadi ab 1993 für Kasachstan antrat.
Den ersten Start bei einer internationalen Meisterschaft absolvierte Lukman Schabrailow bereits 1984. Er vertrat die Sowjetunion bei der Europameisterschaft in Jönköping. Im Mittelgewicht besiegte er dort Jean-Daniel Cachoud, Schweiz, Leszek Ciota, Polen und Lennart Lundell aus Schweden. Im Pollfinale unterlag er gegen Efraim Kamberow aus Bulgarien und belegte damit in seinem Pool den 2. Platz. Im Kampf um die Bronzemedaille besiegte er den 2. des anderen Pools Peter Syring aus der DDR schon nach 48 Sekunden auf Schulter. Bei den Olympischen Spielen dieses Jahres in Los Angeles war ein Start für ihn von vorneherein ausgeschlossen, weil die Sowjetunion diese Spiele aus politischen Gründen boykottierte.
Zu seinem nächsten Einsatz bei einer internationalen Meisterschaft kam er erst wieder im Jahre 1990. Wenn man die Stärke und Breite der sowjetischen Ringer jener Jahre kennt, ist das nicht verwunderlich. Die Konkurrenz war dort riesig. Bei der Europameisterschaft 1990 in Posen belegte er den 2. Platz. Im Finale unterlag er dabei gegen Hans Gstöttner aus der DDR mit 0:1 nach Punkten. Er wurde damit Vize-Europameister. Bei der Weltmeisterschaft 1990 kam er nicht zum Einsatz.
Nach der politischen Wende in der Sowjetunion entschied sich Lukman Schabrailow ab 1993 für Moldau an den Start zu gehen. Er wurde dazu Mitglied von Spartak Chișinău. Den ersten internationalen Wettkampf für Moldau bestritt er im April 1994. Er nahm an der Europameisterschaft in Rom teil. Dabei belegte er hinter Rustem Kelekschajew aus Russland und vor Hans Gstöttner und Alexander Sawko aus der Ukraine den 2. Platz. Für eine kleine Überraschung sorgte er dann bei der Weltmeisterschaft 1994 in Istanbul. Hier war er mit seinem Bruder Elmadi zusammen Mittelgewicht am Start. Beide Brüder versuchten immer zu vermeiden, dass sie bei den gleichen Meisterschaften in der gleichen Gewichtsklasse an den Start gehen, immer ließ sich das aber nicht vermeiden. In Istanbul wurde Lukman Weltmeister vor Sebahattin Öztürk, Hans Gstöttner und Nicolae Ghiță aus Rumänien, während der eigentlich favorisierte Elmadi Schabrailow frühzeitig ausschied und nur den 11. Platz belegte. Im Finale in Istanbul besiegte Schabrailow Sebahattin Öztürk mit 4:2 Punkten.
1995 war es Lukman Schabrailow, der bei der Weltmeisterschaft in Atlanta frühzeitig ausschied und nur den 18. Platz belegte, während Elmadi Schabrailow dort Vize-Weltmeister wurde. 1996 war das letzte Jahr in dem Lukman an internationalen Meisterschaften teilnahm. Er konnte sich aber weder bei der Europameisterschaft in Budapest, wo er den 8. Platz belegte, noch bei den Olympischen Spielen in Atlanta, wo er auf den 9. Platz kam, im Vorderfeld platzieren. Beim olympischen Turnier in Atlanta kam es zum einzigen direkten Aufeinandertreffen der beiden Brüder bei internationalen Meisterschaften, das von Elmadi mit 10:8 Punkten gewonnen wurde.

## Internationale Erfolge
| Jahr | Platz | Wettbewerb                                  | Gewichtsklasse | Ergebnisse |
| 1984 | 3.    | EM in Jönköping                             | Mittel         | hinter Efraim Kamberow, Bulgarien und Reiner Trik, Deutschland, vor Peter Syring, DDR                                                                                              |
| 1990 | 4.    | Großer Preis von Deutschland in Saarbrücken | Mittel         | hinter Rahmat Sukra, Bulgarien, Hans Gstöttner, DDR und Alcide Legrand, Frankreich                                                                                                 |
| 1990 | 2.    | EM in Posen                                 | Mittel         | hinter Hans Gstöttner, vor Sebahattin Öztürk, Türkei und Nicolae Ghiță |
| 1994 | 2.    | EM in Rom                                   | Mittel         | hinter Rustem Kelekschajew, Russland, vor Hans Gstöttner und Alexander Sawko, Ukraine                                                                                              |
| 1994 | 1.    | WM in Istanbul                              | Mittel         | vor Sebahattin Öztürk, Hans Gstöttner und Nicolae Ghiță |
| 1995 | 1.    | Großer Preis von Deutschland in Leipzig     | Mittel         | vor Hans Gstöttner, László Dvorák, Ungarn und Sergei Tschebotar, Moldau |
| 1995 | 18.   | WM in Atlanta                               | Mittel         | Sieger: Kevin Jackson, USA vor Elmadi Schabrailow und Ruslan Kinchagov, Usbekistan                                                                                                 |
| 1996 | 8.    | EM in Budapest                              | Mittel         | Sieger: Magomed Ibragimow, Aserbaidschan vor László Dvorák und Chadschimurad Magomedow, Russland                                                                                   |
| 1996 | 9.    | OS in Atlanta                               | Mittel         | nach einem Sieg über Chris Brown, Australien, einer Niederlage gegen Elmadi Schabrailow, einem Sieg über Sergej Gubrintschuk, Ukraine und einer Niederlage gegen Sebahattin Öztürk |

## Erläuterungen
- alle Wettbewerbe im freien Stil
- OS = Olympische Spiele, WM = Weltmeisterschaft, EM = Europameisterschaft
- Mittelgewicht, Gewichtsklasse bis 82 kg